# Le Sacre de Napoléon
Le Sacre de Napoléon (deutsch: Die Krönung Napoleons) ist ein bekanntes Gemälde, welches 1807 von Jacques-Louis David, dem offiziellen Maler von Napoleon, fertiggestellt wurde und die Krönung Joséphines de Beauharnais in der Kathedrale Notre-Dame de Paris darstellt. Das Bild weist mit fast 10 m × 6 m monumentale Dimensionen auf.

## Geschichte des Werkes

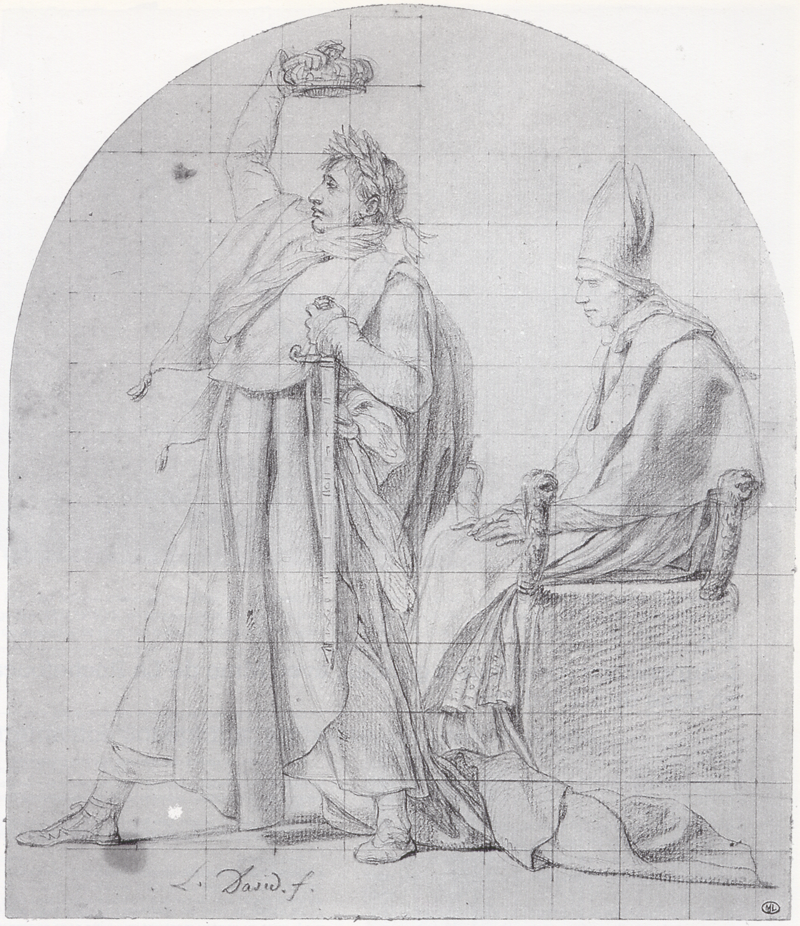
Entwurfszeichnung Napoleons von David, Louvre. Der Papst trägt hier eine Mitra.

Das Gemälde wurde von Napoleon im September 1804 in Auftrag gegeben und hat den offiziellen Titel Sacre de l'empereur Napoléon Ier et couronnement de l'impératrice Joséphine dans la cathédrale Notre-Dame de Paris, le 2 décembre 1804. Jacques-Louis David startete mit der Arbeit am 21. Dezember 1805 in der ehemaligen Kapelle des College de Cluny in der Nähe der Sorbonne, welche ihm als Werkstatt diente. Er wurde von seinem Schüler Georges Rouget unterstützt, der im Januar 1808 dem Werk den letzten Schliff gab. Vom 7. Februar bis zum 21. März 1808 wurde es beim Salon de Paris ausgestellt. 1810 wurde es beim Prix Décennaux ausgezeichnet. Bis 1819 blieb es im Eigentum von David, bevor es an das Musées Royaux abgetreten wurde, wo es eingelagert wurde. Ab 1837 wurde es dann auf Wunsch von König Louis-Philippe im musée historique du château de Versailles im Salle du Sacre ausgestellt. Ab 1889 wurde es im Louvre ausgestellt und seinen Platz nahm die Replik ein.
Direkt nach der ersten Vorstellung des Gemäldes hat 1807 einer Gruppe amerikanischer Geschäftsleute eine Replik beim ursprüngliche Maler David in Auftrag gegeben. Dieser begann 1808 mit den Arbeiten in Originalgröße und stellte die Replik 1822 im Exil in Belgien fertig. Nach den Kriegswirren kam es 1947 wieder an seinen Platz in der historischen Galerie des Schloss Versailles.

## Komposition
Die Komposition hat mehrere Achsen und hält sich an die Regeln des Neoklassizismus. Eine Achse geht durch das senkrechte Kreuz. Alle Augen sind auf Napoleon, im Zentrum der Komposition, gerichtet.

## Figuren

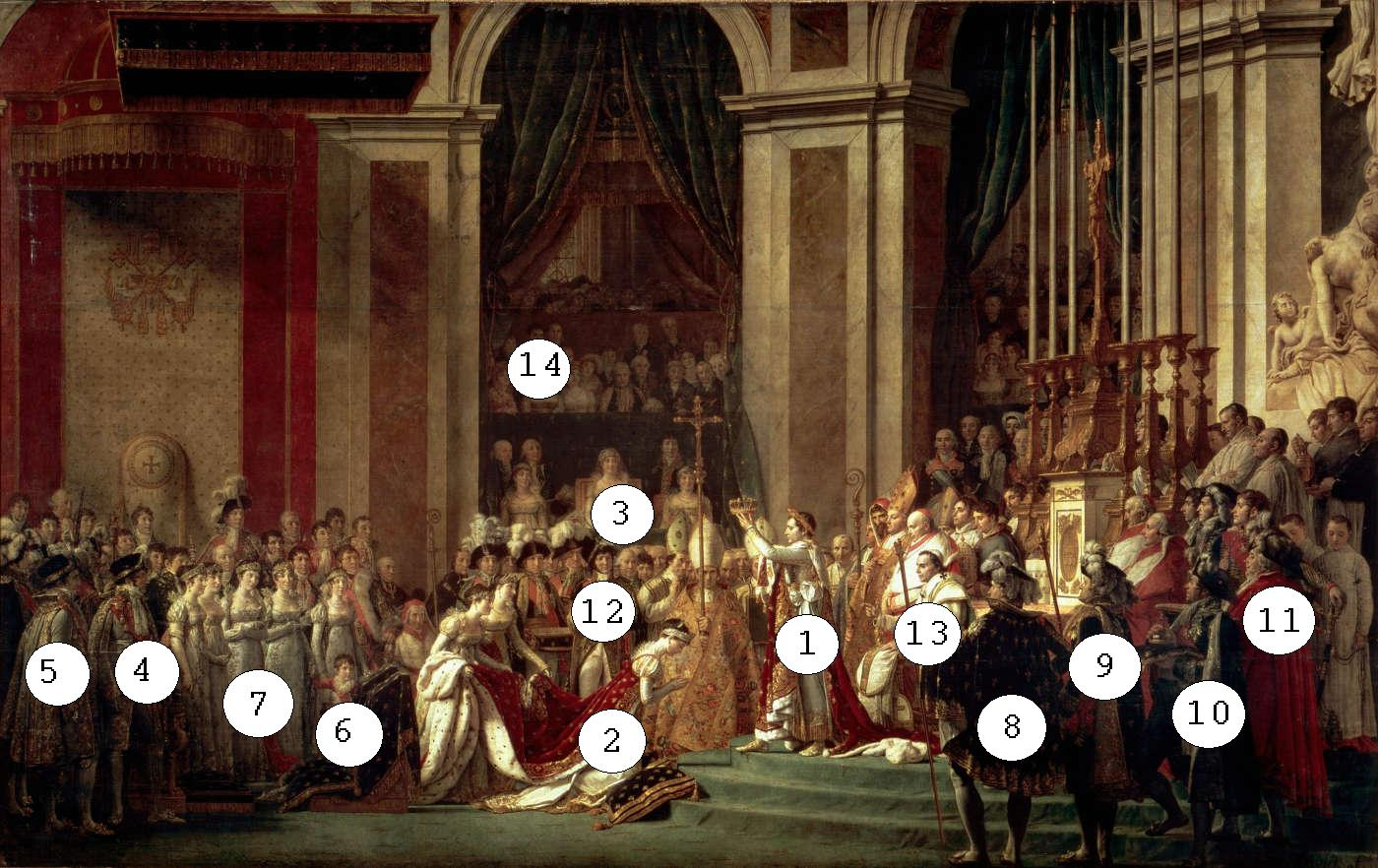
Einzelne Personen des Gemäldes

1. Napoleon I (1769–1821) steht und ist in eine Krönungsrobe ähnlich den römischen Kaisern gekleidet.
2. Joséphine de Beauharnais (1763–1814) kniet in einer unterwürfigen Position wie im Code civil gefordert. Sie erhält die Krone aus den Händen ihres Ehemannes und nicht vom Papst.
3. Letizia Buonaparte (1750–1836), Napoleons Mutter, wurde vom Maler bei den Ständen platziert. Tatsächlich war sie bei der Zeremonie nicht anwesend. Napoleons Vater starb bereits 1785. Maria Letizia bat den Maler, ihr einen ehrenvollen Platz im Gemälde zu geben.
4. Louis Bonaparte (1778–1846), der zu Beginn des Kaisertums 1806 den Titel eines Grand Constable und König von Holland erhielt. Er heiratete Hortense de Beauharnais, die Tochter Josephines.
5. Joseph Bonaparte (1768–1844) war nicht eingeladen und nahm wegen eines Streites mit Napoleon nicht teil. Nach der Krönung erhielt er den Titel eines Imperial Prince. 1806 wurde er zum König von Neapel und 1808 von Spanien ernannt.
6. Der junge Napoleon Charles Bonaparte (1802–1807), Sohn von Louis Bonaparte und Hortense de Beauharnais.
7. Die Schwestern von Napoleon. Im Replik ist das Kleid der Lieblingsschwester rosa. Dies ist die einzige Änderung des Repliks, obwohl es aus dem Gedächtnis nachgemalt wurde.
8. Charles-François Lebrun (1739–1824), der dritte Konsul neben  Napoleon und Jean-Jacques Régis de Cambacérès. Während des Ersten Kaiserreiches nahm er den Platz eine Prince-architrésorier ein. Er hält das Zepter.
9. Jean-Jacques Régis de Cambacérès (1753–1824), Arch-chancellor prince des Kaiserreiches. Er hält das Zepter main de justice.
10. Louis-Alexandre Berthier (1753–1815), Kriegsminister während des Konsulates. Marshal Empire im Jahre 1805. Er hält einen Reichsapfel.
11. Talleyrand (1754–1838), Großherzog seit 11. Juli 1804.
12. Joachim Murat (1767–1815), Marschall des Kaiserreiches, König von Neapel nach 1808, Schwager von Napoleon und Ehemann von Caroline Bonaparte.
13. Papst Pius VII. (1742–1823) gab sich damit zufrieden, die Krönung zu segnen. Er ist umgeben von klerikalen Würdenträgern, die von Napoleon seit dem Konkordat ernannt wurden. Er trägt keine Tiara (dreifache Papstkrone), sondern nur ein Scheitelkäppchen. Direkt hinter ihm steht ein Helfer, der die sog. Napoleon-Tiara hält, die Napoleon in Realität einige Monate nach seiner Kaiserselbstkrönung diesem zu dieser Zeit tiaralosen Papst schenkte, aber zu schwer (perlen-, brillianten-, gold- und edelsteinbeladen) und zu klein zum Tragen auf dem Kopf anfertigen lassen hatte mit der Absicht, den Papst subtil, aber wirkungsvoll, zu verspotten, beleidigen – einmal mehr (wie auch mittels dieses Bildes). Die offensichtlichere Verspottung und Demütigung des Papstes an der Schenkung der ihm versprochenen Tiara war, dass in der Mitte jedes Reifes der Tiara ein Relief angebracht war, das Napoleon verherrlichte. Darin dargestellt waren die Zivilverfassung des Klerus, das Konkordat von 1801 und die Krönung Napoleons; auf zusätzlichen Platten waren Inschriften mit den militärischen Siegen Napoleons – ein Ausdruck seiner überragenden weltlichen Macht zu jener Zeit.
14. Der Maler Jacques-Louis David hat sich selbst in den Ständen abgebildet.
15. Halet Efendi, der Gesandte des osmanischen Sultans Selim III.
16. Dom Raphaël de Monachis, griechisch-ägyptischer Mönch und Mitglied im Institut d’Égypte steht rechts neben dem Bischof mit einer roten Kapuze und Bart.